# Stele van Philae

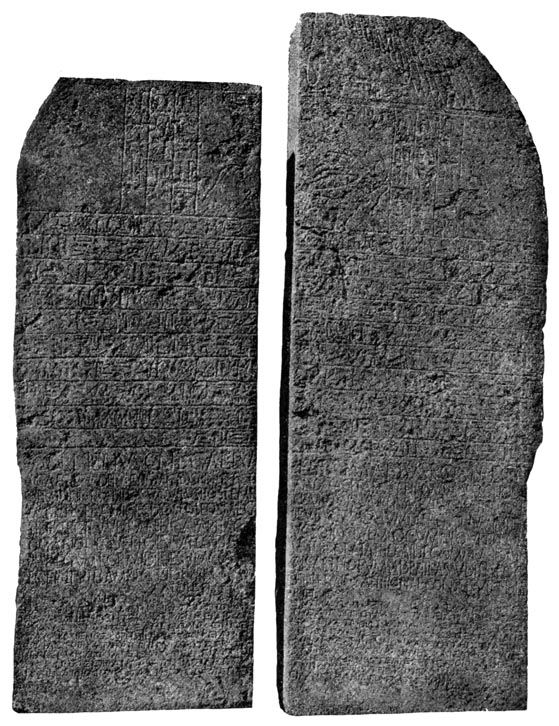
Stele van Philae

De Stele van Philae is een roodgranieten stèle uit het vroeg-Romeinse Egypte, die is gevonden in Philae. De stele bestaat thans uit twee delen en bevat een drietalige inscriptie die de overwinning verheerlijkt van Gaius Cornelius Gallus, de eerste Romeinse gouverneur van Egypte, over een opstand in Opper-Egypte. De inscriptie is gedateerd op 16 april 29 v.Chr., omgerekend naar 'onze' jaartelling.

## Geschiedenis
De stele werd in eerste instantie geplaatst in de tempel van Isis in Philae. Oorspronkelijk bestond de stèle uit een geheel en moet deze een hoogte van ongeveer 165 cm en een breedte van ongeveer 116 cm hebben gehad, afgaande op de aangebrachte decoraties (Hoffman e.a., 13). De dikte van de stele bedraagt 35 cm. Bij de bouw van de tempel van Augustus op Philae in 13/12 v.Chr. (onder gouverneur Publius Rubrius Barbarus) werd de stele doormidden gezaagd om als bouwmateriaal te kunnen dienen. Daarbij is in het midden van de stele een strook van ongeveer 6 cm breedte verloren gegaan. Het rechterdeel van de stele heeft thans een hoogte van 151 cm en een breedte van 56 cm. Het linkerdeel van de stele heeft een hoogte van 137 cm en een breedte van 52 cm.
In 1896 vond de Engelse kapitein H.G. Lyons de stele, ongeveer 11 meter voor de voorzijde van de tempel van Augustus op Philae, waar deze deel uitmaakte van het fundament van het altaar voor de tempel. 

## Tekst van de inscriptie
De inscriptie op de stele van Philae is drietalig. De tekst wordt weergegeven in Egyptische hiërogliefen, in het Latijn en in het Grieks. Vermoedelijk is de Latijnse tekst oorspronkelijk en zijn de hiëroglyphen en het Grieks daar vertalingen van. De Griekse tekst is een vrij getrouwe vertaling van de Latijnse tekst, maar de tekst in hiëroglyphen wijkt daar nogal vanaf en heeft enkele toevoegingen die de gewijzigde politieke situatie in Egypte duiden, zodat deze tekst op z'n best als een zeer vrije vertaling aangemerkt moet worden. De tekst in hiëroglyphen beslaat ongeveer de helft van de stele, maar helaas is deze slecht bewaard gebleven.
De Latijnse tekst van de inscriptie heeft de vorm van een dankzegging aan de oude goden en aan de Nijl voor de overwinning in de opstand van Opper Egypte. In de tekst wordt Cornelius Gallus aangeduid met zijn eigen naam, de naam van zijn vader (Gnaius Cornelius Gallus) en zijn titel als "de eerste praefectus Alexandreae et Aegypti". Volgens de tekst heeft hij in 15 dagen tijd een opstand waarvan Thebe de aanstichter was neergeslagen en daarbij met geweld de steden Boreses, Coptos, Ceramici, Diospolis Magaly en Ophion veroverd. Vervolgens trok hij verder zuidwaarts ("waar geen van de legers van de Romeinen of de koningen van Egypte ooit voet heeft gezet"), waar hij Thebe versloeg en een vazalkoning aanstelde in Ethiopia.
Hoewel de tekst de vorm heeft van een dankzegging aan de oude goden en aan de Nijl, is deze vooral ook bedoeld als propaganda (voor Rome in het algemeen en voor Cornelius Gallus in het bijzonder). Immers, als de oude goden en de Nijl de Romeinse gouverneur te hulp kwamen waardoor hem de overwinning toeviel, dan moeten zij wel aan zijn kant staan. Zo wordt door de inscriptie de (nog maar kort tevoren verkregen) heerschappij van de Romeinen over Egypte, belichaamd in Cornelius Gallus, als onbetwistbaar onderstreept.